# Jane March
Jane March (født 20. marts 1973) er en engelsk skuespiller, der vakte opsigt med en vovet præstation i filmen The Lover (en) (1992), instrueret af Jean-Jacques Annaud. Blandt hendes vigtigste film er desuden Color of Night (1994) med Bruce Willis, Tarzan and the Lost City (1998) samt tv-filmen Dark Prince: The True Story of Dracula (2000).